# Neoscona angulatula
Neoscona angulatula är en spindelart som först beskrevs av Schenkel 1937.  Neoscona angulatula ingår i släktet Neoscona och familjen hjulspindlar. Inga underarter finns listade i Catalogue of Life.